# Панде Атанасов
Панде Атанасов, наричан Кадънката, е ренегат от Вътрешната македоно-одринска революционна организация, преминал към гръцка въоръжена пропаганда в Струмишко. Оттогава е известен като Панделис Папайоану, Панде Гърчето и капитан Никоцарас (на гръцки: Παντελής Παπαϊωάννου, Καπετάν Νικοτσάρας Γραίκος, Панделис Папайоану, капитан Никоцарас Грекос).

## Биография
Панде Атанасов е роден в струмишкото село Колешино, а негов баща е селският свещеник. Първоначално действа с Борис Сарафов, като според гръцки сведения е секретар на четата му. След това е четник в четата на Христо Чернопеев, но след разногласия я напуска през 1906 година. Заминава за Атина, където получава военна подготовка и се завръща в родния си край.
Включва се в гръцката пропаганда и оглавява малка гръцка чета от струмишки гъркомани, която действа съвместно с тeзи на Теохарис Кункас, Георгиос Перифанос, Гоно Йотов и Панайотис Пападзанетеас в района на Ениджевардарското езеро.
През пролетта на 1907 година Папайоану е изтеглен от Ениджевардарско и изпратен в Струмишко, тъй като натискът на българските чети над гъркоманските села – Габрово, Велюса, Колешино, Зъбово - се увеличава, а българо-гръцките сблъсъци в самата Струмица стават изключително интензивни. Папайоану заминава за Атина, където получава инструкции и след това пристига в Богданци, където се среща с капитан Михаил Сионидис. Оттам през Валандово пристига в Зъбово, за да привлече нови четници. Връща се в Богданци, откъдето с помощта на Йоанис Дойранлис и Константинос Волиотис (от Богданци) на 30 юли стига в Колешино. Отново заминава за Зъбово, където работи заедно с главата на местния гръцки Василиос Караманолис. Първата му чета през август се състои от 9 души.
Към четата му се присъединява и тази на Иван Радналията, за да подсили гръцките действия в Струмишко. На 26 август са предадени от Пеце, тъста екзархист на един от четниците от Мокриево и са обкръжени от османска част. Радналията, Георгиос Волиотис и Теодорос Сендерис се опитват да се спасят в Беласица, но Волиотис загива. Папайоану с останалата чета първоначално също се измъква, но по-късно е отново обкръжен и в сражението в планината загиват Танас от Владиевци, Стоил от Вардаровци и самият капитан Папайоану. Единствените оцелели са Теодорос Сентерис от Софлу и Георгиос Гордзидис от Зъбово, които се укриват в къщата на сестрата на Василиос Караманолис Зоя исъпруга ѝ Георгиос Папавасилиу в Струмица. Папайоану е погребан в Колешино.
В началото на януари 1908 година гърците убиват предателя Пеце. След смъртта на Папайоану първият му братовчед Хараламби Козаров от Колешино става нелегален и оглавява чета под името капитан Фуртунас.
В Кукуш главната улица се казва „Капитан Никоцарас“ и в града има издигнат бюст на Папайоану.